# Eak
Eak ili Ajakos (grč. Αἴακος, Aiakos) u grčkoj mitologiji bio je kralj Egine. Jedan je od triju sudaca u Hadu, zajedno s Minosom i Radamantom.

## Mitologija
Eak je bio naširoko poznat kao brižan i pravedan vladar. Toliko je bio poznat po tome da je nakon svoje smrti bio postavljen za jednog od triju sudaca u Hadu, zajedno s Minosom i Radamantom. Eak je sudio Europljanima (Grcima), Radmant istočnjacima, a Minos je imao odlučujući glas; kako govori Platon u djelu Gorgija. Aleksandar Veliki vukao je po svojoj majci porijeklo od Eaka.
Bio je sin Zeusa i nimfe Egine, kćeri riječnog boga Azopa. Kad mu je kraljevstvo poharala kuga, molio se ocu Zeusu za pomoć koji je pretvorio ondašnje mrave u ljude Mirmidonce, kao što govori Ovidije u 7. knjizi svojih Metarmorfoza. Jednom je za vrijeme suše molio oca Zeusa za pomoć koji mu je poslao kišu, a on je sagradio hram u Egini Zeusu te je pomogao Posejdonu i Apolonu da sagrade trojanske zidine.
Po svojoj ženi Endejidi, bio je Telamonov i Pelejev (Ahilejev otac) otac. Po Psamati bio je Fokusov otac.

## Vanjske poveznice
- Eak u klasičnoj literaturi i umjetnosti (engl.)
- Eak u grčkoj mitologiji (engl.)